# کلید (فیلم ۱۹۳۴)
کلید  (انگلیسی: The Key) فیلمی آمریکایی محصول ۱۹۳۴ به کارگردانی مایکل کورتیز است. این فیلم مجدداً به عنوان High Peril (عنوان پیش از انتشار Sue of Fury) در سال ۱۹۶۰ منتشر شد.
داستان مربوط به یک مثلث عاشقانه، در جریان جنگ استقلال ایرلند است.

## طرح
کاپیتان بیل تنانت (ویلیام پاول) یک افسر انگلیسی است که در سال ۱۹۲۰ در دوبلین مستقر شده‌است. تنانت سابقه ای با نورا، همسر دوستش، کاپیتان اندرو کر افسر اطلاعات انگلیس دارد.
اولین وظیفه تنانت این است که یکی از اعضای بدنام سین فاین، پیدار کونلان را بازداشت کند. اولین تلاش او برای شکت پیدار کونلان با شکست مواجه شد به کر دستور داده می‌شود تا تننت را یک شبه آرام کند. نورا از کاری که کرده بد بسیار ترسیده بود و از شوهرش خواهش می‌کند که او را تنها نگذارد. آما پس از رفتن کر، شاهد بازگشت فلکی به زمان تنانت و نورا هستیم، چندین سال قبل.
کر جستجوی کونلان را رهبری می‌کند. او را می‌یابد و اسیر می‌کند. وقتی او به خانه رسید، خیلی دیر شد، نورا هنوز بلند است و هنوز لباس پوشیده‌است. تننت نیز آنجاست و اصرار می‌ورزد: «ما باید به او بگوییم.» نورا می‌گوید که انجام این کار برای اوست، تنانت را از آنجا دور می‌کند. و به شوهرش می‌گوید «بله». او به شوهرش یادآوری می‌کند که او همیشه می‌دانسته شخص دیگری وجود داشته‌است. اینکه کسی تننت بود، و اشتیاق او که مدتها فکر می‌کرد در این جلسه شعله‌ور شده‌است. کر با وجود درخواست‌هایش مبنی بر کشته شدن وی، با عجله بیرون می‌رود. او می‌گوید که ممکن است همه مشکلات آنها را حل کند. تننت او را در حال رفتن می‌بیند و به نوره پریشان برمی گردد تا بپرسد کر به کجا می‌رود. او قول می‌دهد که او را پیدا کند.
ارتش انگلیس به اعدام محکوم می‌شود. اندکی پس از آن، کر مشاهده شده و به میخانه ای تعقیب می‌شود که در آنجا توسط مردان و زنانی که در کوچه منتظر هستند کمین کرده و ربوده می‌شود. صبح روز بعد که تننت به پست نظامی می‌رسد، نورا را پیدا می‌کند که در آنجا منتظر خبر شوهرش است. او به او گفت که بخشی از او با کر از در بیرون رفت. عشق او به تنانت یک رؤیا بود: او «فقط سه سال از او دور شده‌است.»
یک پیام رسان از Sinn Féin می‌رسد. او ادعا می‌کند که صلح ساز است و به ژنرال می‌گوید اگر کونلان آزاد شود کر آزاد خواهد شد. اما ژنرال به او می‌گوید کونلان ساعت ۶:۰۰ به دار آویخته می‌شود صبح روز بعد هستم نورا به ژنرال التماس می‌کند که رعایت کند، اما ژنرال امتناع می‌کند.
تننت نماینده سین فاین را دنبال می‌کند و سعی می‌کند برای زندگی کر معامله کند، اما به او گفته می‌شود که جز آزاد شدن کونلان هیچ کاری انجام نخواهد داد. او به مقر فرماندهی برمی گردد و برخلاف دستورات، وارد دفتر ژنرال می‌شود، میز کار او را می‌شکند و برای Conlan جعل آزادی می‌کند. ساعت ۳ بامداد، در خارج از زندان، جمعیت زیادی به زانو درآمده و مشغول نماز هستند. اسیرکنندگان کر او را آزاد کردند. صبح روز بعد، این شهر آزادی کونلان را جشن می‌گیرد و انگلیس‌ها شکار شخصی برای کونلان را انجام می‌دهند. جعل تننت کشف شد و کر از اینکه دوستش برای آزادی او دست به خودکشی شغلی زده‌است، پریشان می‌شود. خارج از ستاد مرکزی، تنانت به کر می‌گوید که نورا عاشق خاطره ای پر زرق و برق بوده‌است اما دیدن دوباره تنانت تمام عاشقانه‌ها را برای او از بین برده و باعث شده‌است که او بفهمد واقعاً شوهرش را دوست دارد. تنانت خود را به ژنرال معرفی می‌کند، زیرا می‌داند که حداقل سه سال در زندان به سر می‌برد. هنگام دستگیری، تنانت هنگام تماشای کرها از میان جمعیت تشویق کننده رانده می‌شود.

## بازیگران
- ویلیام پاول به عنوان کاپیتان. بیل تنانت
- ادنا بهترین در نقش نورا کر
- کالین کلایو به عنوان کاپیتان. اندرو کر
- هوبارت کاوانو در نقش هومر، دستیار تنانت
- هالیول هابز به عنوان جنرال CO Furlong
- دونالد کریسپ در نقش پیدار کونلان
- جی ام کرینگ در نقش اودفی
- هنری اونیل در نقش دن
- فیل ریگان در نقش ایرلندی که توسط کاپیتان کشته شد. کر
- آرتور ترایچر در نقش ستوان Merriman، دستیار Furlong
- ماکسین دویل در نقش پائولین اوکانر
- آرتور آیلسورث در نقش کربی
- گرترود شورت در نقش اوی، یک زن دزدگیر
- آن شرلی در نقش دختر گل (در نقش Dawn O'Day)

## زمینه
یکی از نویسندگان فیلمنامه فیلم کاپیتان جوزلین لی هاردی، جانباز تزئین شده جنگ جهانی اول بود که فرارهای مکرر از اردوگاه‌های اسیران جنگی آلمان را انجام داده بود. پس از جنگ بزرگ هاردی به عنوان افسر اطلاعات نظامی وابسته به بخش کمکی سپاه سلطنتی ایرلند در طول جنگ استقلال ایرلند خدمت کرد. وی در بازجویی از زندانیان ارتش جمهوری اسلامی ایران تخصص داشت و از چندین تلاش برای جان خود توسط ارتش جمهوری‌خواه ایرلند جان سالم به در برد.